# Нагаев, Эдуард Леонович
Эдуард Леонович Нагаев (05.04.1934 — 14.12.2001) — советский и российский физик, доктор физико-математических наук, лауреат Государственной премии СССР.

## Биография
Родился в Пензе в семье инженеров-химиков, вырос в Москве.
Окончил МГУ (1956).
Трудовая деятельность:
- 1959—1962 в НИИ электротехнического стекла;
- 1962—1992 во ВНИИ источников тока (ВНИИТ, впоследствии НПО «Квант»), с 1964 — зав. теоретическим сектором, с 1969 — зав. лабораторией;
- 1992—2001 в Институте физики высоких давлений им. Л. Ф. Верещагина;
- с мая 2001 г. — в Институте радиотехники и электроники РАН.

В 1966—1978 преподавал в МФТИ.
Докторская диссертация: Вопросы электронной теории магнитных полупроводников : диссертация … доктора физико-математических наук : 01.00.00. — Москва, 1970. — 351 с.
Автор концепции феррона (1967): показал, что при определённых условиях в антиферромагнитном полупроводнике вокруг электрона проводимости возникает ферромагнитная микрообласть, которая может двигаться по кристаллу.
Совместно с А. И. Ларкиным и Д. Е. Хмельницким открыл явление гетерофазной локализации электронов проводимости в полупроводниках.

## Награды
- Государственная премия СССР (1984) — за цикл работ «Магнетизм и электронная структура редкоземельных и урановых соединений» (1959—1982).

## Публикации
- Физика магнитных полупроводников / Э. Л. Нагаев. — Москва : Наука, 1979. — 431 с. : ил.; 20 см.
- Магнетики со сложными обменными взаимодействиями / Э. Л. Нагаев. — М. : Наука, 1988. — 231 с. : ил.; 22 см; ISBN 5-02-013823-1 (В пер.)
- Физика магнитных полупроводников / Э. Л. Нагаев; Пер. с рус. М. Самохвалов. — М. : Наука, 1983. — 388 с. : граф.; 21 см; ISBN В пер. (В пер.)
- Избранные труды / Э. Л. Нагаев; [Подгот. рукописи: А. А. Цирлин, Г. А. Цирлина]. — М. : Физматлит, 2004. — [1], 320 с., [8] л. ил., портр. : ил.; 25 см; ISBN 5-9221-0458-6